# Kinky Boots (musical)
Kinky Boots és un musical amb música i lletres de Cyndi Lauper i llibret de Harvey Fierstein.
Basat en la pel·lícula britànica Kinky Boots del 2005, escrita per Geoff Deane i Tim Firth i inspirada principalment en fets reals, el musical explica la història de Charlie Price. Després d'haver heretat una fàbrica de sabates del seu pare, Charlie forma una col·laboració improbable amb l'intèrpret de cabaret i drag queen Lola per produir una línia de botes de taló alt i salvar el negoci. En el procés, Charlie i Lola descobreixen que al cap i a la fi no són tan diferents.
Després de la concepció de l'espectacle el 2006, l'equip creatiu es va reunir el 2010. Es va estrenar Kinky Boots al Bank of America Theatre de Chicago l'octubre de 2012, amb direcció i coreografia de Jerry Mitchell, i protagonitzada per Stark Sands i Billy Porter com Charlie i Lola, respectivament. Va continuar a Broadway al Al Hirschfeld Theatre el 4 d'abril de 2013, després de les preestrenes que van començar el 3 de març de 2013. El musical va començar una gira als Estats Units el 2014 i va acabar el 7 d'abril de 2019.
El musical no va ser ben rebut per la crítica teatral i no va ser un èxit a la taquilla. Contra una altra producció de Broadway del 2013, Matilda the Musical, Kinky Boots no va entrar com favorit a la temporada de premis del 2013. Tanmateix, menys d'un mes després de l'estrena, Kinky Boots va superar aquest rival amb públic en nombre d'espectadors setmanals. La producció va obtenir tretze nominacions màximes a la temporada i sis victòries als premis Tony, incloent el millor musical, el millor actor protagonista de musical per Billy Porter i la millor banda sonora per a Lauper en la seva primera composició de musical. Va ser la primera dona a guanyar sola en aquesta categoria. L'àlbum del musical es va estrenar al número 1 de la llista d' àlbums del repartiment i al número cinquanta-un a la Billboard 200. Estrenant-se al teatre West End de Londres el 2015, el 2016 va guanyar tres premis Laurence Olivier, inclòs el de millor musical nou.

## Rerefons i creació

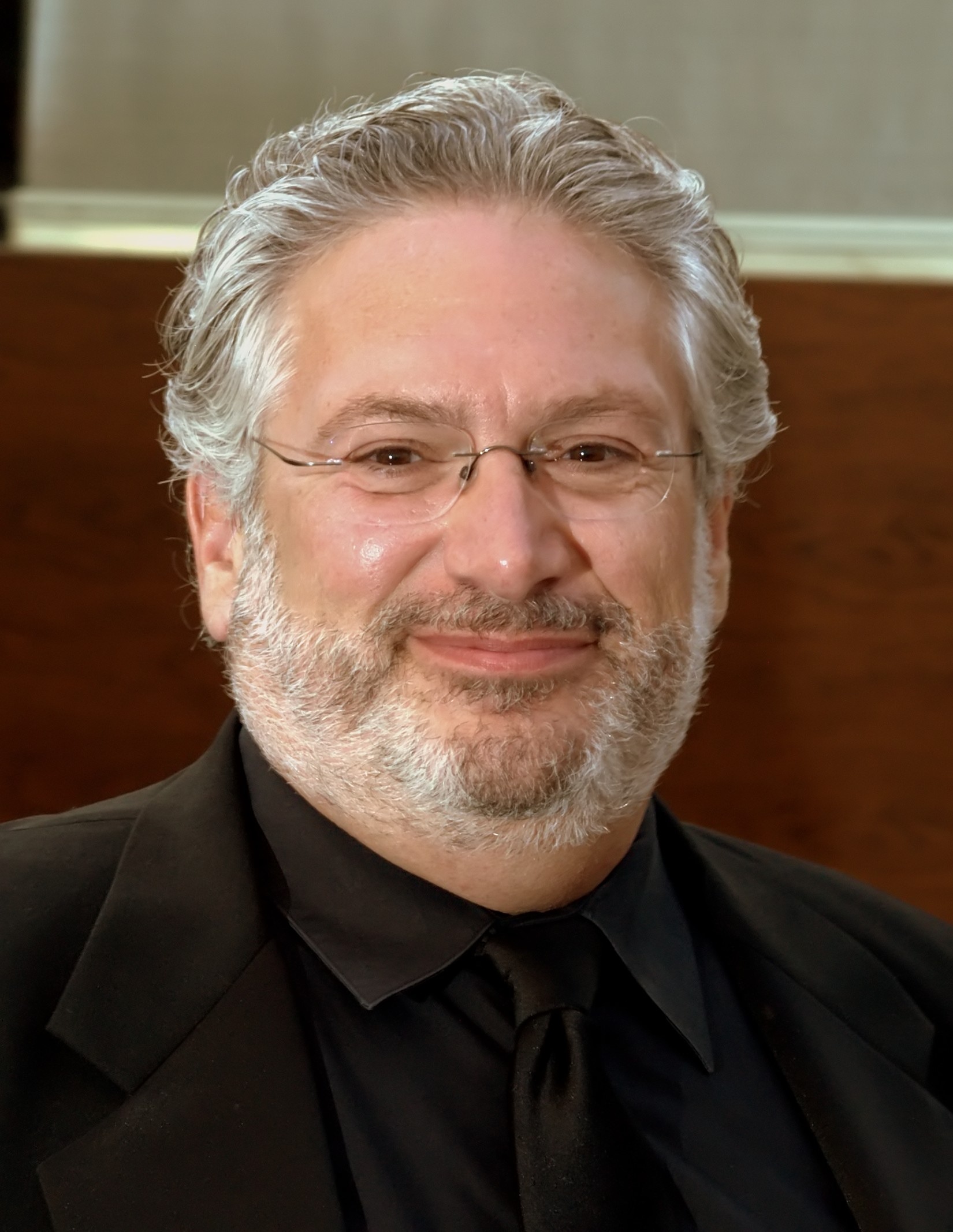
Harvey Fierstein, autor del llibret del musical.

Kinky Boots es basa en la pel·lícula britànica del mateix nom del 2005, que al seu torn es va inspirar en un episodi del 1999 de la sèrie de televisió documental de la BBC2 Trouble at the Top. Va seguir la història real de Steve Pateman, que lluitava per salvar l'empresa familiar, una fàbrica de sabates del tancament i va decidir produir calçat fetitxe per a homes, amb la marca «Divine Footwear». Daryl Roth, una productora guanyadora d'unl premi Tony, va veure el film al Festival de Cinema de Sundance 2006 i se'n va enamorar. Considerava que el tema tema ressonaven i que la història tenia potencial com a material de partida per a un musical. Independentment, Hal Luftig va veure la pel·lícula a Londres i va acordar «que el seu cor i la seva humanitat (i la «dama» principal més gran de la vida) es traduirien bé al teatre musical». En un any, Roth es va assegurar els drets per adaptar-la a l'escenari i es va associar amb Luftig, un productor guanyador de premis Tony i Olivier.
A mitjan 2008, Roth i Luftig estaven en converses amb un potencial director, Jerry Mitchell, però encara no havien trobat llibretista. Quan Roth va enviar a Mitchell el DVD de la pel·lícula, es va engrescar. Roth i Luftig van contractar Mitchell per dirigir-lo i Harvey Fierstein per escriure el llibret. Mitchell sabia que Fierstein i Cyndi Lauper eren amics, i les veia com un bon equip per crear el musical. Fierstein va acceptar i finalment es va apropar Lauper per escriure les cançons perquè «va veure en l'adaptació l'oportunitat de treballar amb algú amb una àmplia gamma musical,» algú que pogués escriure música de club «…juntament amb cançons»; Lauper es va unir a l'equip creatiu el juny del 2010. L'últim projecte de Lauper abans de Kinky Boots havia estat l'àlbum Memphis Blues, mentre Fierstein treballava a Newsies quan va començar Kinky Boots. Va ser el debut de Lauper com a compositora de teatre musical. Tenia una mica d'experiència teatral, com que havia participat en la producció del The Threepenny Opera a Broadway el 2006 del Roundabout Theatre Company. Fierstein ja havia fet unes produccions amb drag queens: La Cage aux Folles i Torch Song Trilogy. Lauper ha dit que s'identifica amb drag queens.

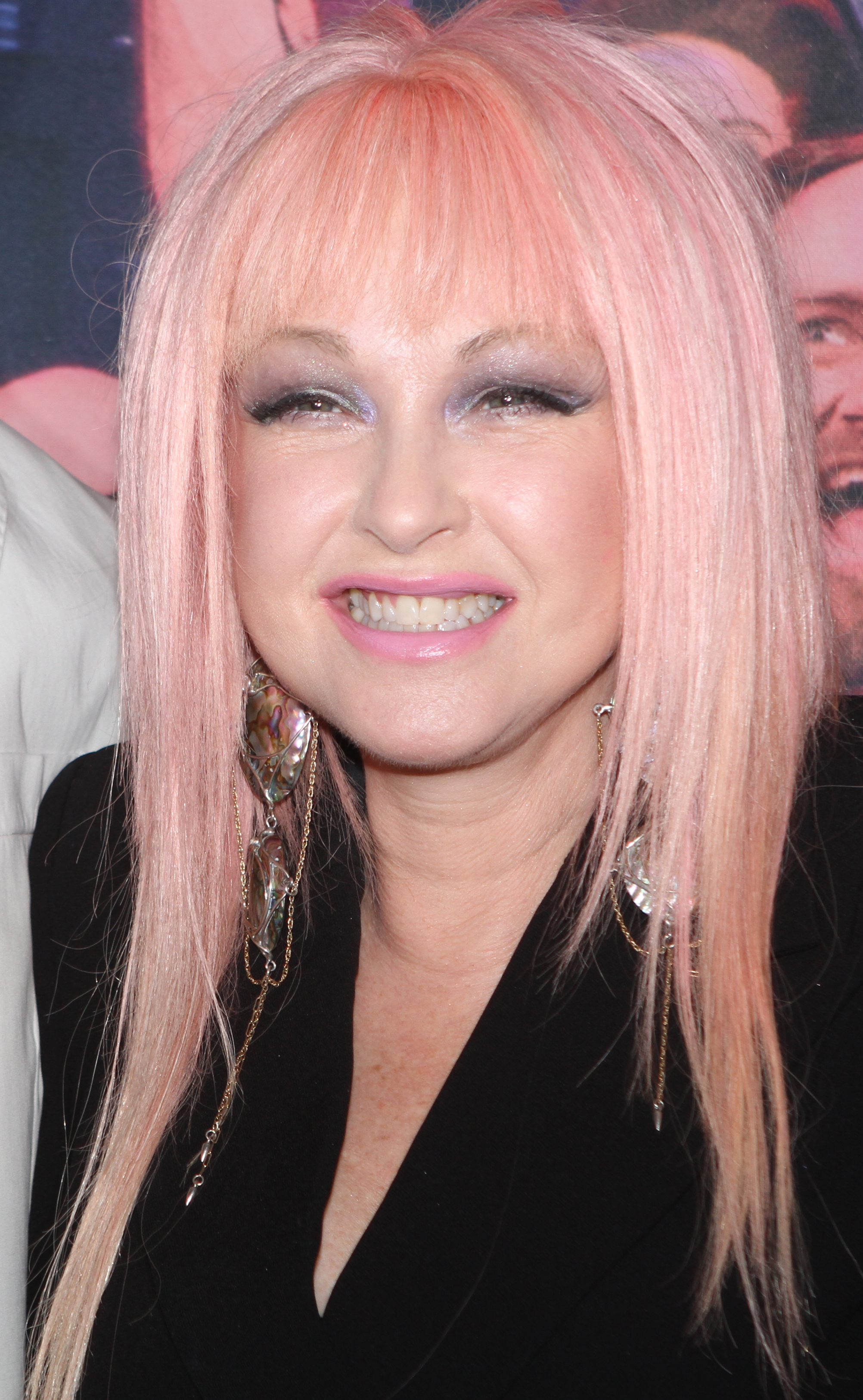
Cyndi Lauper, autora de les cançons del show.

Fierstein i Lauper havien obtingut anteriorment elogis i honors de la crítica. Fierstein havia guanyat quatre Tonys: premis d'interpretació i escriptura per Torch Song Trilogy, un Tony com a actor per Hairspray, i un per escriure el llibret de La Cage aux Folles. La cantautora i actriu Lauper havia guanyat els premis Grammy, Emmy i molts altres per les seves cançons i actuacions. Fierstein va assenyalar un canvi de focus entre la pel·lícula «sobre el rescat d'una fàbrica» i el musical, que inclouen «drag queens cantant mentre passen per la cadena de muntatge». Va dir que la principal diferència és que el musical tracta, «en resum la història de dos joves que provenen de mons aparentment oposats i que esbrinen que tenen molt en comú, en primer lloc pel menester de plantar cara als pares.» Lauper es va inspirar de musicals com South Pacific i West Side Story o encara l'Appalachian Spring d'Aaron Copland i la cantant pop Lana Del Rey. En una entrevista amb Patrick Healy del diari The New York Times, Lauper i Fierstein van dir que, en adaptar la pel·lícula, van subratllar els temes de la comunitat i la universalitat del vincle pare-fill com a vehicles per explorar els problemes de tolerància i autoacceptació.
L'equip va començar una lectura de Kinky Boots des del 6 d'octubre de 2011 i Lauper es va dedicar activament a refinar el text durant les primeres lectures. El gener de 2012, Roth va anunciar que l'espectacle es presentaria el mateix mes amb Stark Sands i Billy Porter com protagonistes. L'agost de 2012, els productors van anunciar la data d'estrena de Broadway el 4 d'abril de 2013.

## Sinopsi

### Acte I
Charlie Price creix com el «fill» de la quarta generació d'un negoci familiar, Price & Son, una fabrica de sabates establerta a Northampton. Un altre noi, que creix a Londres, està tan fascinat per les sabates com Charlie se'n avorreix. Però, en aquest cas, és un parell de talons vermells de dona que li ha cridat l'atenció, i que van irritar son pare molt estricte. Passen els anys. El pare de Charlie es fa gran i espera que Charlie es faci càrrec de la fàbrica. Charlie en canvi té moltes ganes d'anar a viure a Londres amb la seva promesa, Nicola, conscient del seu estat i seguir una carrera en el sector immobiliari (cançó: «The Most Beautiful Thing»).
Charlie amb prou feines ha arribat al seu nou pis de Londres quan el pare mor de sobte. Charlie s'afanya a casa pel funeral, on troba la fàbrica a prop de la fallida. S'hi fan sabates d'home de molt bona qualitat, però no són ni elegants ni barates, un mercat que cada vegades atreu menys clients. Charlie està decidit a rescatar la fàbrica i el llegat del seu pare, tot i que no té gaire ganes de dirigir Price & Sons ell mateix. Els treballadors, molts dels quals han conegut Charlie tota la vida, no entenen per què Charlie s'havia allunyat en primer lloc, i molts són hostils i escèptics amb la nova direcció.
De retorn a Londres, Charlie troba el seu amic i company venedor de sabates, Harry, en un pub per demanar-li ajuda per a la fàbrica. Harry només ofereix una solució temporal i aconsella a Charlie que no lluiti contra l'inevitable («Take What You Got»). En sortir del pub, Charlie veu una dona que és acostada per dos borratxos. Intervé i queda inconscient. Arriba a una discoteca, on es revela que la dona que va intentar rescatar és la drag queen cap de cartell del club, Lola, que interpreta amb la seva Companyia de ballarines, els «àngels» («Land of Lola»). Recuperat del seu calvari al vestidor de Lola, un incòmode Charlie s'adona que les botes de taló dels intèrprets no convenen per aguantar el pes d'un home, però Lola li explica que el calçat car i poc fiable és una part essencial de qualsevol espectacle de drags.
Charlie torna a la fàbrica i comença a acomiadar els seus treballadors a contracor. Lauren, una de les dones de la cadena de muntatge, esclata contra Charlie quan se li avisa i li diu tossudament que altres fàbriques de sabates amb dificultats han sobreviscut en desenvolupar un «nínxol de mercat poc servit». Això dona una idea a Charlie («Land of Lola» reprise), i la convida a venir a la fàbrica per ajudar-lo a dissenyar una bota femenina que sigui còmoda per a un home («Charlie's Soliloquy» «Step One»).
Lola i els àngels arriben a la fàbrica, i de seguida no està satisfeta amb el primer disseny de la bota de Charlie. Aconseguint ràpidament les dones de la fàbrica al seu costat, dibuixa un esboç d'una bota, explicant que el factor més important és, amb diferència, el taló («The Sex is in the Heel»). George, el gerent de la fàbrica, s'adona d'una manera de fer que el seu disseny sigui pràctic i un impressionat Charlie prega Lola que s'hi quedi fins a un prestigiós saló de calçat a Milà en tres setmanes per presentar-hi una nova línia de «botes perverses» que puguin salvar fàbrica. Lola es mostra reticent, ja que ja rep comentaris cruels de Don, el capatàs de la fàbrica i d'alguns altres treballadors, però s'alegra dels elogis de Charlie i finalment accepta.
Charlie anuncia que la fàbrica seguirà avançant amb la producció de les botes. Agraeix Lauren per donar-li la idea i li ofereix una promoció. Accepta i està horroritzada, però emocionada d'adonar-se que es va enamorar d'ell («The History of Wrong Guys»).
L'endemà, Lola apareix amb roba masculina i es burla de Don i els seus amics. Una molesta Lola es refugia al bany i Charlie intenta consolar-la. Lola explica que el seu pare la va entrenar com a boxejadora, però la va renunciar quan es va presentar a un combat com una drag. Els dos descobreixen que tenen els mateixos sentiments complexos cap als seus pares, i Lola es presenta amb el seu nom de naixement: Simon («Not My Father's Son»).
Nicola i el seu cap Richard Bailey arriben de la ciutat de Londres i presenten a Charlie un pla que Richard ha elaborat per a la fàbrica: tancar-la i convertir-la en pisos. Charlie es nega, però queda sorprès al descobrir que el seu pare havia acceptat aquest pla abans de morir, presumptament perquè Charlie no hi era per executar-lo. Es nega a vendre, i aviat els obrers celebren la celebració del primer parell de «botes perverses» («Everybody Say Yeah»).

### Acte II
Alguns dels treballadors de la fàbrica no estan entusiasmats amb el canvi radical de la línia de productes. Alguns d'ells, especialment l'intimidador Don, fan que la Lola s'hi senti molt poc benvinguda. Lola el fa escarnir, demanant ajuda a les treballadores per demostrar que Lola està més a prop de l'home ideal de la dona que Don («What a Woman Wants»). Lola presenta a Don un repte únic per veure qui és el millor «home»: Lola farà qualsevol cosa que Don especifiqui si Don farà el mateix per ella. El repte de Don és que Lola lluiti contra ell en un conmbat de boxa al pub. Charlie, recordant els antecedents de Lola, està horroritzat. Lola colpeja fàcilment contra Don al ring, però al final deixa guanyar Don («In This Corner»). Després, en privat, Don li pregunta per què el va deixar guanyar, i Lola respon que no podia ser tan cruel com per humiliar Don davant dels seus companys. Li dona la seva part del repte: «acceptar algú pel que és»;
Charlie aboca els seus propis diners a la fàbrica per assegurar-se que estarà llest a temps per a la fira de Milà i s'anima frenèticament per que el producte sigui perfecte i obliga amb ràbia el seu personal a refer el que considera una feina de mala qualitat. Nicola arriba, fart de l'obsessió de Charlie per la fàbrica, i trenca amb ell. Lola va prendre algunes decisions sobre la producció i els preparatius sense consultar Charlie. Quan descobreix que ella ha decidit que els seus àngels portin les botes a la passarel·la en lloc de contractar models professionals, Charlie aclaparat l'insulta, la humilia davant dels altres treballadors. Lola surt amb ràbia i els treballadors de la fàbrica se'n van a casa. Sol, Charlie lluita amb el pes del llegat del seu pare i el que significa ser el seu propi home («Soul of a Man»).

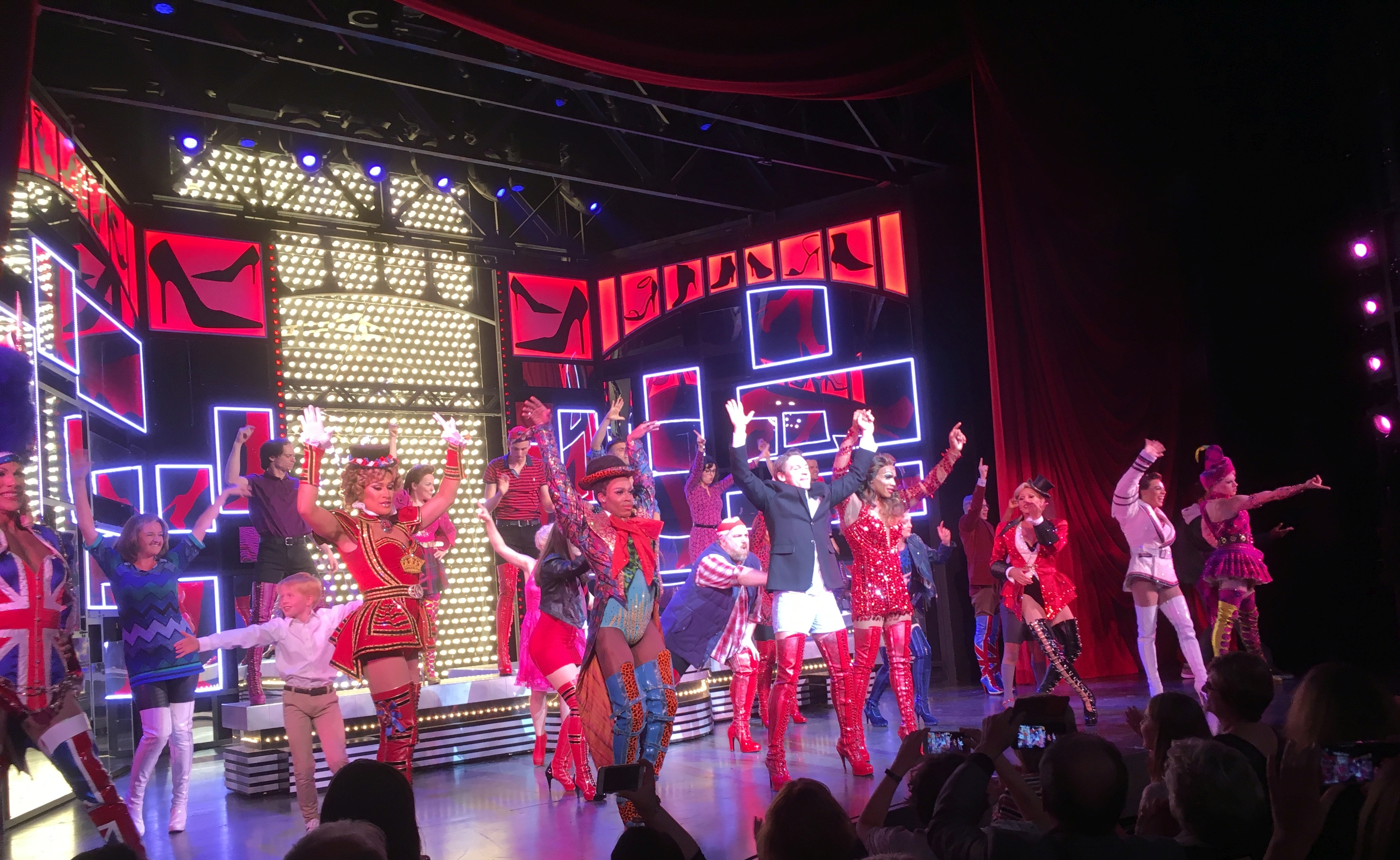

Lauren troba Charlie i li diu que torni a la fàbrica. Es revela que Don ha persuadit tots els treballadors perquè tornessin a treballar i que sacrifiquessin una setmana de sou per garantir que les botes es acabessin a temps per a Milà. Charlie està sorprès i agraït i pregunta si Don ha pagat la seva aposta acceptant Lola. Lauren explica que la persona que Don ha acceptat és el mateix Charlie.
Mentre se'n va a l'aeroport cap a Milà, Charlie deixa una sincera disculpa a la missatgeria de veu de Lola. Mentrestant, Lola realitza un espectacle a una residència de gent gran de la seva ciutat natal. Després de sortir de l'escenari, parla amb el seu pare moribund, que ara està postrat a una cadira de rodes, i arriba a una sensació de tancament («Hold Me in Your Heart»).
Charlie i Lauren arriben a Milà. Però sense models, Charlie es veu obligat a caminar ell mateix per la passarel·la. Lauren està emocionada per la seva dedicació («The History of Wrong Guys (Reprise)»), però l'espectacle amenaça de ser un desastre. Quan tot sembla perdut, Lola i els seus àngels arriben per salvar el dia. Lauren i Charlie fan un primer petó i tota la Companyia celebra l'èxit de les «botes perverses» («Raise You Up / Just Be»).

## Música
En el primer intent de Lauper per escriure per a l'escenari, va trobar que requeria un esforç sostingut per escriure cançons per als diferents personatges. Lauper va fer broma sobre la dificultat d'escriure la seva primera partitura: «Què és per a mi escriure cançons sobre moda, relacions divertides, gent que canvia d'opinió i sabates?» La primera cançó que va escriure Lauper va ser el número inicial, que incloïa una àmplia gamma de veus. Concebia una cançó cantant-la al seu iPhone, i l'orquestrador Stephen Oremus l'escrivia. Oremus llavors aleshores desenvolupava la línia vocal en harmonies, creant música escènica que enllaçava escenes i cançons i orquestrava el material Les cançons van d'estil «des del pop al funk fins al new wave al tango, amb lletres molt personals». Segons la crítica del New York Times Melena Ryzik: «Encara que hi ha un munt de números diferents, el cor emocional de Kinky Boots són diverses balades sobre el pes de les expectatives dels pares.» Fa servir una orquestra de dotze músics amb teclats, percussió, baix, guitarres, fusta, violí, viola, violoncel, trompeta i trombó.
El 30 d'agost de 2017, els compositors Benny Mardones i Robert Tepper van denunciar Cyndi Lauper per haver pres elements de llura cançó «Into the Night» per la cançó final «Raise You Up» de Kinky Boots. El jutge va remetre el cas a un mediador, però no es va arribar a cap acord.

### Broadway
Acte I
- «Price & Son Theme» – Conjunt
- «The Most Beautiful Thing» – Mr. Price, Young Charlie, Nicola, Charlie, Lola jove, Companyia
- «Take What You Got» – Harry, Charlie, Conjunt
- «Land of Lola» – Lola, Angels
- «Land of Lola (Reprise)»[29] – Lola, Angels‡
- «Charlie's Soliloquy» – Charlie
- «Step One» – Charlie
- «Sex is in the Heel» – Lola, Pat, George, Angels, Lauren, Charlie, Conjunt
- «The History of Wrong Guys» – Lauren
- «Not My Father's Son» – Lola, Charlie
- «Everybody Say Yeah» – Charlie, Lola, Companyia

Acte II
- «Entr'acte/Price & Son Theme (Reprise)» – Conjunt‡
- «What a Woman Wants» – Lola, Pat, Trish, Don, Dones
- «In This Corner» – Lola, Don, Pat, Trish, Conjunt
- «Charlie's Soliloquy (Reprise)» – Charlie
- «The Soul of a Man» – Charlie
- «Hold Me in Your Heart» – Lola
- «The History of Wrong Guys (Reprise)» – Lauren‡
- «Raise You Up/Just Be» – Lola, Charlie, Angels, Lauren, Don, Pat, Trish, Nicola, Companyia

‡Cançó no inclosa als enregistraments de Broadway ni del West End
Es va afegir una nova reprise del Charlie's soliloqui a la producció del West End entre «Not My Father's Son» i «Everybody Say Yeah».

### Chicago
Acte I
- «Price & Son Theme» – Tota la companyia
- «The Most Beautiful Thing» – Tota la companyia
- «Take What You Got» – Harry, Charlie, Conjunt
- «Land of Lola» – Lola, Angels
- «Beware The Black Widow" — Lola, Angels
- «I Come To The Rescue» – Charlie
- «Sex is in the Heel» – Lola, Pat, George, Angels, Conjunt
- «The History of Wrong Guys» – Lauren
- «Not My Father's Son» – Lola, Charlie
- «Everybody Say Yeah» – Charlie, Lola, Angels, Conjunt

Acte II
- «Entr'Actee/Price & Son Theme (Reprise)» – Tota la companyia
- «What a Woman Wants» – Lola, Pat, Don, Conjunt
- «In This Corner" — Lola, Don, Pat, Trish, Angels, Conjunt
- «So Long, Charlie» – Nicola
- «The Soul of a Man» – Charlie
- «Hold Me in Your Heart» – Lola
- «Raise You Up/Just Be» – Tota la companyia

## Personatges principals i repartiments originals
| Personatge          | Repartiment original de Broadway | Repartiment original de la gira pels Estats Units | Repartiment original de Toronto | Repartiment original de Londres                     | Repartiment original australià | Repartiment original de la gira pel Regne Unit |
| ------------------- | -------------------------------- | ------------------------------------------------- | ------------------------------- | --------------------------------------------------- | ------------------------------ | ---------------------------------------------- |
| Charlie Price       | Stark Sands                      | Steven Booth                                      | Graham Scott Fleming            | Killian Donnelly                                    | Toby Francis                   | Joel Harper- Jackson                           |
| Lola                | Billy Porter                     | Kyle Taylor Parker                                | Alan Mingo Jr.                  | Matt Henry                                          | Callum Francis                 | Callum Francis & Kayi Ushe                     |
| Lauren              | Annaleigh Ashford                | Lindsay Nicole Chambers                           | A.J. Bridel                     | Amy Lennox                                          | Sophie Wright                  | Paula Lane                                     |
| Nicola              | Lena Hall                        | Grace Stockdale                                   | Vanessa Sears                   | Amy Ross                                            | Teagan Wouters                 | Helen Ternent                                  |
| Don                 | Daniel Sherman                   | Joe Coots                                         | Dan Williston                   | Jamie Baughan                                       | Joe Kosky                      | Demitri Lampra                                 |
| George              | Marcus Neville                   | Craig Waletzko                                    | James Kall                      | Michael Hobbs                                       | Nathan Carter                  | Adam Price                                     |
| Pat                 | Tory Ross                        | Bonnie Milligan                                   | Kristin Peace                   | Chloe Hart                                          | Samm Hagen                     | Lizzie Bea                                     |
| Trish               | Jennifer Perry                   | Amelia Cormack                                    | Nicola Dawn                     | Gillian Hardie                                      | Emma Powell                    | Niki Evans                                     |
| Harry               | Andy Kelso                       | Mike Longo                                        | Patrick Cook                    | Paul Ayres                                          | Jake Speer                     | Joshua St. Clair                               |
| Mr. Price           | Stephen Berger                   | David McDonald                                    | Sandy Winsby                    | Alan Vicary                                         | Glenn Butcher                  | Andy Watkins                                   |
| Simon Sr.           | Eugene Barry-Hill                | Horace V. Rogers                                  | Jaivaro Smith                   | Robert Grose                                        | Eric Rasmussen                 | Fred Smiley                                    |
| Richard Bailey      | John Jeffrey Martin              | Ross Lekites                                      | Justin Stadnyk                  | Michael Vinsen                                      | Matthew Predny                 | Daniel Conway                                  |
| Milan Stage Manager | Adinah Alexander                 | Anne Tolpegin                                     | Cleopatra Williams              | Verity Quade                                        | Denise Devlin                  | Scarlet Gabriel                                |
| Maggie              | Caroline Bowman                  | Blair Goldberg                                    | Erika Peck                      | Sophie Isaacs                                       | Hilary Cole                    | Charlie Allen                                  |
| Young Charlie       | Sebastian Hedges Thomas          | Anthony Picarello                                 | Arden Couturier Eric Leclair    | Esau Burkert Jaicub Burkert Cody Hayes Tyler Mackay | N/D                            | N/D                                            |
| Lola jove           | Marquise Neal                    | Andrew Theo Johnson                               | Isaiah Slater Kaden Stephen     |                                                     | N/D                            | N/D                                            |

### Substitucions de Broadway
- Charlie Price: Killian Donnelly,[34] Brendon Urie, Jake Shears, David Cook,[35] Tyler Glenn, Mark Ballas,[36] Conor Maynard[37]
- Lola/Simon: Wayne Brady,[38] Todrick Hall[39]
- Lauren: Taylor Louderman, Kirstin Maldonado
- Don: Tiki Barber

### Substitucions del West End
- Charlie Price: David Hunter, Oliver Tompsett
- Lauren: Verity Rushworth, Natalie McQueen
- Don: Alan Mehdizadeh

## Produccions

### Chicago
El 6 de febrer de 2012, el diari Chicago Tribune va informar que els productors de Kinky Boots consideraven aprofitar un programa d'incentius de l'Estat d'Illinois per a proves fora de la ciutat per a espectacles de Broadway. L'assaig a Broadway de Chicago a l'octubre de 2012 es va anunciar el 22 de febrer de 2012. El 28 de juny de 2012 es va anunciar el repartiment complet de Chicago. La producció es va assajar als New 42nd Street Studios de Nova York el setembre de 2012. L'espectacle va començar la seva etapa prèvia a Broadway al Bank of America Theatre de Chicago, el 2 d'octubre de 2012, que va continuar fins al 4 de novembre, 2012. L'espectacle va ser dirigit i coreografiat per Mitchell; el disseny escènic va ser de David Rockwell, el vestuari de Gregg Barnes, la il·luminació de Kenneth Posner i el so de John Shivers. El director musical i orquestrador va ser Stephen Oremus. Mitchell havia guanyat un Premi Tony per coreografiar el revival de La Cage aux Folles el 2005 ; Barnes i Posner havien guanyat premis Tony; i Rockwell havia estat nominat als Premis Tony i altres premis de teatre.
Mitchell i Rockwell havien col·laborat prèviament a Hairspray, Catch Me If You Can i Legally Blonde. Mitchell va dir al The New York Times que l'escena «Everybody Say Yeah», en què el repartiment celebra la creació del primer parell de botes kinky amb una celebració coreografiada a les cintes transportadores, requeria reiterades innovacions i ajustos com l'addició eventual rails de seguretat i controls d'actors per a l'aparell. El dissenyador Derek McLane va comentar que no és estrany que les col·laboracions repetides de coreògrafs / escenògrafs resultin en una innovació intrigant com l'escena de ball a les cintes transportadores a Kinky Boots. McLane va quedar impressionat amb la «sèrie de cintes transportadores que es van trencar, moure's i ajustar-se al context de la història» per tal d'accentuar la coreografia de «un grup d'homes amb talons de deu centímetres». Respecte a les cintes transportadores, va dir: «Mai s'han utilitzat tan dinàmicament com això i van crear una sèrie de sorpreses, amb el tipus d'atletisme salvatge que realment sembla perillós. És una de les combinacions més emocionants de disseny d'escenaris i coreografies que recordo."

### Broadway

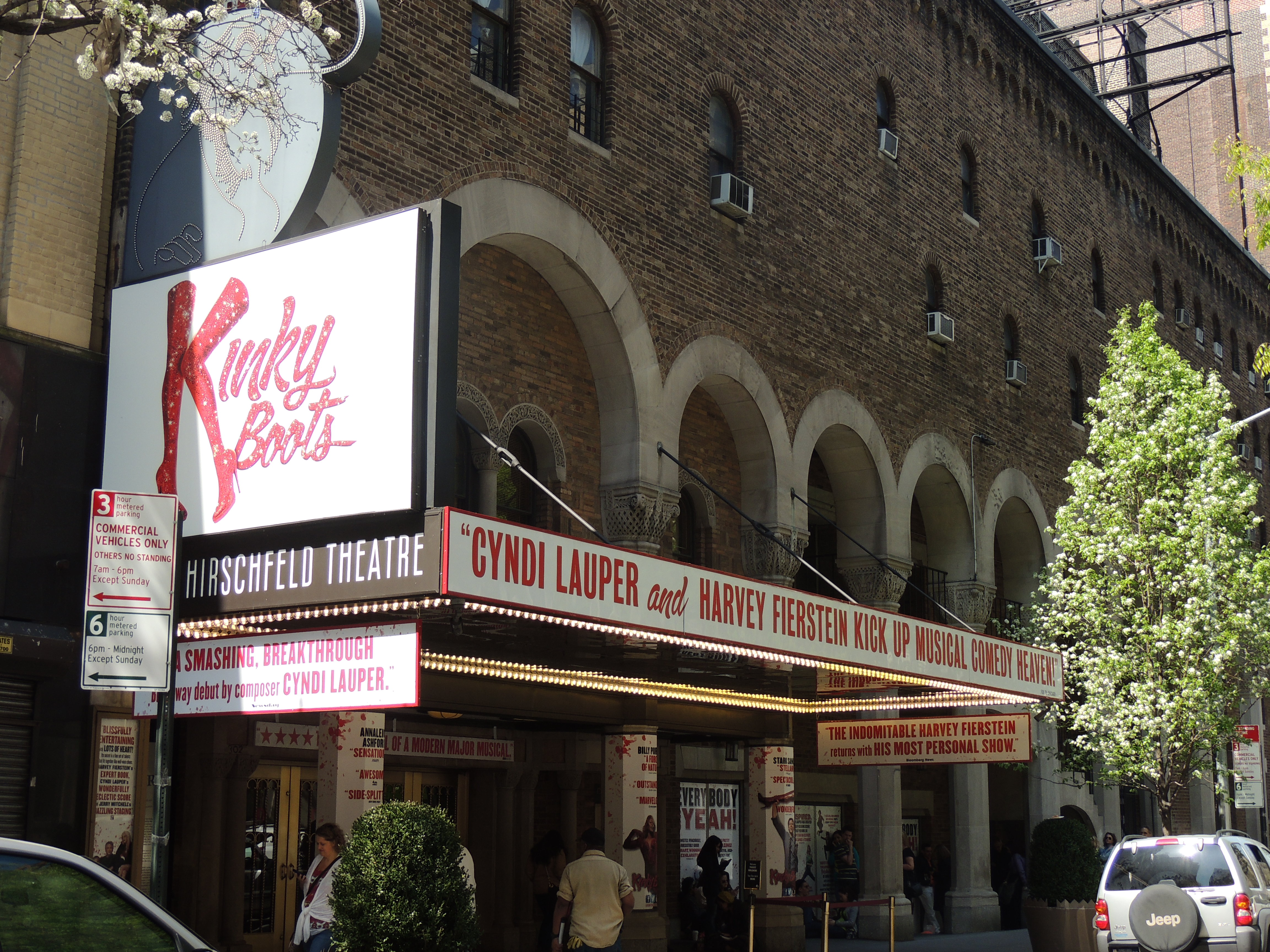
Kinky Boots a la marquesina del Al Hirschfeld Theatre

Després de les proves, l'equip va tornar a la feina. Es va afegir un nou número musical per a Charlie i una segona cançó al club de drags, se'n va eliminar una altra i es va revisar el llibret. El debut a Broadway va començar les prèvies el 3 de març de 2013 al Al Hirschfeld Theatre, amb l'estrena oficial el 4 d'abril de 2013. Tant el repartiment original de Chicago com el de Broadway eren protagonitzats per Billy Porter com Lola, Stark Sands com Charlie i Annaleigh Ashford com Lauren. Porter, en particular, va ser elogiat pels crítics.
El diari The New York Times va assenyalar que la temporada 2012-13, la majoria dels nous musicals de Broadway eren «inspirats en pel·lícules o llibres». El diari trobavaque l'espectacle era oportú per al tractament de problemes paral·lels als del moment de la seva producció, inclosos «l'atur crònic, l'angoixa financera i l'esfondrament de la indústria manufacturera»; Abans dels premis Tony del 9 de juny de 2013, Kinky Boots havia seguit la seva competidora de taquilla, Matilda the Musical, a les vendes anticipades. No obstant això, menys d'un mes després de l'estrena, Kinky Boots va superar aquest rival en vendes setmanals. Kinky Boots va guanyar sis premis Tony de la temporada alta, inclòs el millor musical. L'endemà, l'espectacle va vendre entrades per 1,25 milions de dòlars. En les setmanes següents a les seves victòries als Tony, l'espectacle es va fer tan popular que a principi de juliol es va crear un sistema especial de loteria de bitllets per evitar que els fans acampessin fora del teatre. Kinky Boots va establir un nou rècord de taquilla al Hirschfeld Theatre, i «va recuperar la capitalització de 13,5 milions de dòlars en 30 setmanes d'actuacions relativament ràpides", que va ser «més ràpid que qualsevol musical de gran pressupost» a la història recent». L'octubre de 2013, Kinky Boots tenia el segon preu d'entrada premium més alt a Broadway, només per darrere de only The Book of Mormon. El xou va tornar sis anys fins al 7 d'abril de 2019), i va recaptar 319 milions de dòlars. Segons Christopher Balme, el poder financer sense precedents de Kinky Boots és una conseqüència de la capacitat del musical per «aprofitar aspectes de la composició ideològica d'una societat», com ara qüestions relacionades amb conflictes finances i discriminació LGBTI.
El musical ha contribuit a un canvi en el clima cultural nord-americà, en generar més acceptació de persones transvestides i transgèneres. Per exemple, el 28 de novembre de 2013, membres del repartiment van interpretar el final de l'espectacle a la desfilada del dia de l'acció de gràcies de Macy's, televisada a nivell nacional. Molts espectadors van comentar que, al seu parer, l'actuació no era adequada per a un programa familiar. Per contra, alguns espectadors van aplaudir l'actuació per compartir missatges d 'inclusió i diversitat. Això demostra com el poder financer del musical ha tingut un paper important en «iniciar un diàleg», tant de suport com de crítica, facilitant els passos necessaris per «obrir les ments dels pobles» i cors cap als nord-americans LGBTI. Fierstein va respondre que la inclusió de l'espectacle a la desfilada reflectia una disminució dels prejudicis i una major tolerància per a les persones LGBT de la societat. El 26 d'agost de 2015 es va representar per milèsima vegada a Broadway. La producció de Broadway es va tancar el 7 d'abril de 2019 després de 34 funcions prèvies i 2.507 representacions.

### Toronto
El repartiment original de Toronto, encapçalat per Alan Mingo Jr com a Lola i Graham Scott Fleming com a Charlie, va començar els assajos amb Jerry Mitchel i l'equip creatiu de Broadway el 4 de maig de 2015. Va començar les previsualitzacions el 16 de juny de 2015 amb la seva inauguració el juny 28 a l'aclamació de la crítica.
Inicialment planejat per funcionar de juny a setembre de 2015 al Royal Alexandra Theatre, amb un repartiment majoritàriament canadenc, a principis de juliol, l'estada es va estendre fins a novembre. La carrera es va estendre més tard al 3 de gener, al 6 de març i finalment al 15 de maig de 2016, com a espectacle final abans que el teatre es tanqués per una renovació important.

### West End
La producció del West End va començar les prèvies a l'Adelphi Theatre de Londres, el 21 d'agost de 2015, amb l'estrena oficial el 15 de setembre. Les entrades ja es van posar a la venda el 2 de març. Killian Donnelly i Matt Henry van interpretar Charlie i Lola respectivament, amb altres membres del repartiment com Amy Lennox com a Lauren, Amy Ross com a Nicola, Jamie Baughan com a Don i Michael Hobbs com a George. La producció del West End a Londres va ser la primera que venia bitllets sense paper només mòbils. Tot i que l'espectacle està ambientat en una ciutat britànica, es va fer un gran esforç per eliminar els americanismes de la producció de Broadway. El 8 de juliol de 2017, Matt Henry va deixar el paper de Lola després de dos anys i al voltant de 750 representacions. Kinky Boots es va tancar el 12 de gener de 2019 després de més de 1400 representacions.

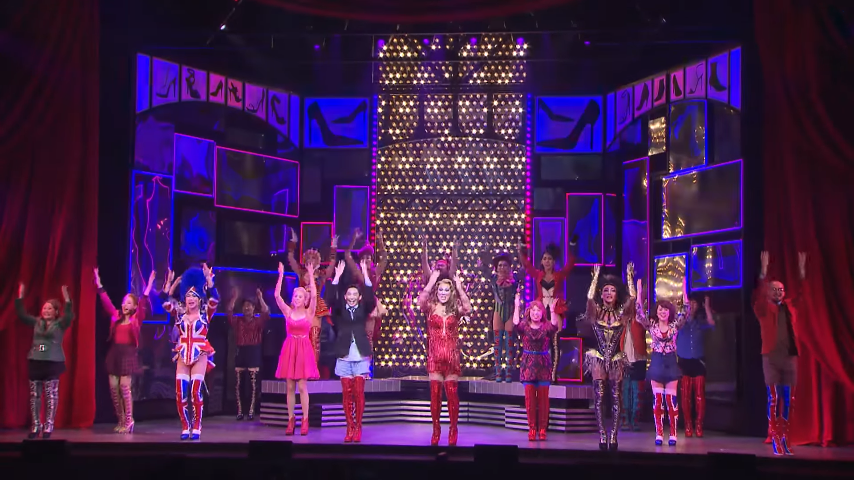
Producció sud-coreana de Kinky Boots el 2016

### Altres produccions

#### Gira per Estats Units

##### Equity
Una gira nacional als Estats Units va començar al Smith Center for the Performing Arts de Las Vegas el 4 de setembre de 2014. El paper de Lola va ser interpretat per Kyle Taylor Parker. Porter va prendre una setmana lliure de la producció de Broadway per actuar amb la gira nacional quan va visitar la seva ciutat natal de Pittsburgh del 4 al 9 d'agost de 2015 al Benedum Center. La gira es va tancar al Kentucky Center el juny del 2017.

#### Corea del sud
Es va produir a Corea del sud del 2 de desembre de 2014 al 22 de febrer de 2015, a la Sala d'Art Chungmu a Seül.

#### Japó
La producció japonesa es va presentar al New National Theatre de Tòquio del 21 de juliol al 6 d'agost de 2016; al teatre Orix d'Osaka del 13 al 22 d'agost de 2016; i el Tokyu Theatre Orb de Shibuya del 28 d'agost al 4 de setembre del 2016. La va protagonitzar Teppei Koike com a Charlie i Haruma Miura com a Lola. Miura va guanyar el premi al millor Actor i el premi Haruko Sugimura als 24è premis Yomiuri de teatre per la seva interpretació, i l'obra va tenir una segona edició el 2019 amb el repartiment que reprenia els seus papers.

#### Gira australiana
La producció australiana es va inaugurar el 12 d'octubre del 2016 al Her Majesty's Theatre de Melbourne. El repartiment incloïa Callum Francis, de la producció de Londres, com a Lola, i Toby Francis com a Charlie. Es van unir a ells Sophie Wright (Lauren), Daniel Williston (Don), Teagan Wouters (Nicola) i Nathan Carter (George). Després, aquesta producció va fer una gira al Capitol Theatre de Sydney i al QPAC de Brisbane, on es va tancar el 22 d'octubre de 2017. Una producció filipina, posada en escena per Atlantis Theatrical, va fer-se de juny a juliol de 2017, amb Nyoy Volante com a Lola i Laurence Mossman com a Charlie Price. [92] Es va recuperar per a una durada limitada el març de 2018.

#### Polònia
El 7 de juliol de 2017 es va estrenar una producció polonesa al Teatr Dramatyczny de Varsòvia, amb Krzysztof Szczepaniak com a Lola i Mateusz Weber com a Charlie.

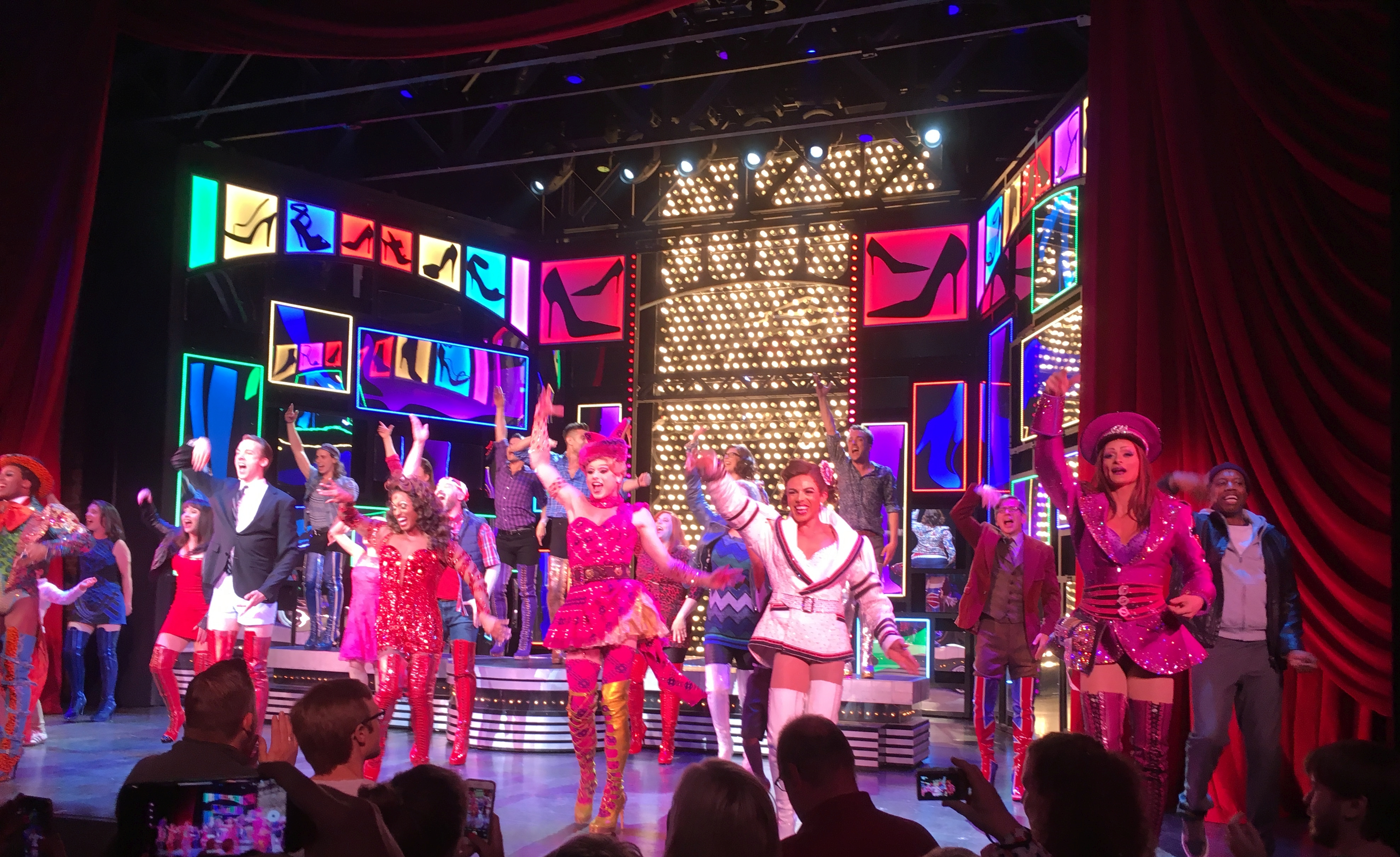
Kinky Boots a Hamburg, maig de 2018.

#### Hamburg
L'espectacle es va estrenar a l'Operettenhaus d'Hamburg a Alemanya, el desembre del 2017, amb Gino Emnes i Dominik Hees al capdavant de la producció com a Lola i Charlie Price. Es va tancar el 30 de setembre de 2018.

#### Regne Unit i Irlanda
Una gira pel Regne Unit va començar el 19 de setembre de 2018 al Royal & Derngate de Northampton, on s'espectua l'espectacle, i va continuar fins al 2019 abans de tancar-se al Hull New Theatre el 23 de novembre.

#### Cruise Line
El novembre de 2018 es va anunciar que el musical es produiria com a part de l'entreteniment a bord de Norwegian Encore, un vaixell de creuers de la flota Norwegian Cruise Line fleet.

## Reacció de la crítica
En estrenar-se l'octubre de 2012 a Chicago, el crític del Chicago Tribune, Chris Jones, parla d'«producció càlida, agradable, descarada, sentimental, de gran cor i amb una escala modesta»; Un altre crític va elogiar la partitura, el llibret, la direcció i, particularment, Porter, abans de suggerir que, abans d'obrir a Broadway, podria utilitzar un número d'obertura més eficaç, millor ritme a l'Acte 2 i «el romanç incipient entre Charlie i la seva companya de feina Lauren… necessita més avantatge. Dit d'una altra manera, doneu a Ashford, un favorit clar de la multitud, més per fer».
El debut del musical a Broadway va rebre crítiques positives i mixtes. L'espectacle va ser guardonat amb la designació de «Critic's Pick» per The New York Times, Time Out New York i New York Magazine, i va ser inclòs a la llista «Must See» de la revista Entertainment Weekly.
Ben Brantley, del New York Times, va fer una càlida crítica, qualificant-la d'inspirada i comparant l'obra amb altres èxits de Broadway: «Com The Full Monty (coreografiat per Mr. Mitchell) i Billy Elliot the Musical, està ambientada a fàbriques en temps difícils a una ciutat britànica, on els llocs de treballs estan en perill i l'esperit ha menester d'aixecar-se. A l'igual La Cage aux Folles i Priscilla Queen of the Desert, presenta drag queens com aixecadors oficials esperit de la sèrie. Com a Hairspray, el musical d'aquesta producció més s'assembla Kinky Boots consisteix a trobar la vostra passió, superar els prejudicis i transcendir els estereotips." Brantley diu que «la partitura per buscar amor i calor» de Lauper va sorprendre amb la seva «marca comercial… barreja de sentimentalisme i excentricitat», i que els vestits i les botes de Gregg Barnes van ser per a «grans robatoris d'escena»; També va elogiar «Raise You Up / Just Be", com «un dels millors números de cortina des que «You Can't Stop the Beat» va fer sortir el públic de Hairspray' ballant fora del teatre»; Tanmateix, Brantley no va estendre els seus elogis al guió de Fierstein:«el seu costat enganxós i sermonitzant» arriba a la segona meitat, on «tots els tòpics es posen nus davant vostre».
El crític teatral de Time Out New York parla de «model mateix d'un gran musical modern» i Associated Press «d'una gran i dolça història d'amor sobre els fills, les famílies que fabriquem i el cuir vermell.… Gràcies a Déu per Harvey Fierstein: fa girar la màgia teatral", però malgrat les crítiques al guió, Kinky Boots, la «màquina perpètua de fer alegres", és certament un objectiu final important; per potenciar no només els seus personatges centrals, sinó tot el públic, amb esperit d'acceptació. Segons Julie Grossman, Kinky Bootsfacilita el reciclatge de l'ull a les convencions de gènere i “reposiciona la figura marginada com a central per a l'espectacle del teatre de masses… realitzant un canvi en la perspectiva de l'espectador”. El final «Raise You Up / Just Be» representa l'empoderament de l'individu, l'empoderament a «Just Be» independentment dels «rols de gènere opressius directament relacionats amb les opinions patriarcals del llegat i l'herència» sota els quals Charlie i Lola pateixen inicialment. Entertainment Weekly va dir que «la puntuació infecciosa de Cyndi Lauper és motiu de celebració» New York Magazine, The New York Post, The Washington Post i Variety van donar crítiques sobretot favorables.
Charles McNulty del Los Angeles Times, va criticar els «errors novells» de Lauper amb una partitura que «mai estableix una línia compositiva» i va dir que, mentre «el cor de Fierstein està al lloc correcte… la serietat de l'espectacle l'enfonsa […] si [l'espectacle] no fos un embolic comercial tan cursi, en realitat podria ser divertit.» Joe Dziemianowicz, del New York Daily News, va escriure que, tot i que el «guió té problemes com un parell de sabates» que no encaixen gaire, «la producció de Mitchell es mou» i «Porter… és una força de la natura com Lola», però, va afegir, el «multicolor, sorprenent i divertit» de Lauper La puntuació supera el calçat elegant i demostra ser la «veritable estrella d'aquest espectacle». David Cote deThe Guardian, David Cote troba que actors nord-americans en una ambientació de Northampton és un desconcertant inconsistència en termes d'accents. The Wall Street Journal va donar a l'espectacle una crítica negativa, que va anomenar «una imitació musical de la classe treballadora britànica que escalfa el cor amb un angle gai i un final. Kinky Boots és la seva pròpia alerta spoiler, el tipus de musical en què reciteu el diàleg a mig ritme per davant dels actors.… [la partitura] sona com… «Cyndi: Les cares-B meritament oblidades de finals dels anys 80»; Una ressenya aThe Bergen Record va dir que a l'espectacle «li falta molt» és un compromís dramàtic amb el que fa. És per això que un programa que sembla fer pocs passos falsos és tan implacablement tediós «, i el qualifica de» avorrit «i» sintètic «. Talkin' Broadway també va donar al programa una crítica negativa. The Village Voice, AM New York, i NBC i NBC van presentar crítiques tèbies.
El 2014,Kinky Bootsva iniciar una gira nacional als Estats Units, que també ha obtingut crítiques sobretot positives. reviews. Democrat and Chronicle va entusiasmar, «Cridaner, divertit i edificant, Kinky Boots té atractiu - i moltíssim - per a totes les» senyores, cavallers i aquelles que encara no s'han decidit «. BroadwayWorld Los Angeles va oferir «elogis a tot el conjunt de la triple amenaça.» The Republic va contestar: «Malgrat el fanàtic» Sex Is in the Heel «, no obstant això, Kinky Boots és sorprenentment curta en sex appeal i la companyia de drag queens anomenades Angels no tenen cap atractiu transgressor dels Cagelles de l'èxit anterior de Fierstein La Cage aux Folles. CBS Minnesota ho va resumir com» fort, orgullós i amb una sensació tubular «.
La producció londinenca va rebre majoritàriament raves, amb el London Evening Standard escrivint: «La cuixa és el límit per a aquest musical londinenc de gran tirada", que es va anomenar «un gloriós trencaclosques» i va afegir que «... la seva energia és contagiosa." Time Out London l'anomenà «enlluernadora, fabulosament descarada i edificant", explicant que «no tot són brillants i forts… hi ha alguns moments més engrescadors que donen a l'espectacle una sensació més feixuga»; i Digital Spy ho va proclamar «divertidíssim, emocionant i divertit", oferint un elogi especial a l'estrella del programa: «Matt Henry… roba realment el programa… i, a l'instant, en feu l'arrel. «
S'ha argumentat que Kinky Bootss'ha afegit al discurs públic sobre el gènere i la seva flexibilitat i fluïdesa. La prevalença de la cultura d'arrossegament en els mitjans convencionals ha introduït un pas de separació entre la feminitat i el fet de ser dona.

## Premis i nominacions
Matilda havia estat la favorita de la temporada anterior als premis, però a mesura que avançava la temporada, quedava clar que Kinky Boots i el revival de Pippin proporcionarien una competència seriosa. A principis de la temporada de premis del 2013,Kinky Boots va sortir bé, rebent nominacions als Premis Drama League per a Producció distingida d'un musical i Actuació distingida, tant per Porter com per Sands, i va guanyar per Producció distingida. L'espectacle va rebre nou nominacions als premis Outer Critics Circle, guanyant-ne tres, incloent el de Musical Nou de Broadway destacat, el nou Banda Sonora excel·lent i l'Actor destacat en un musical (Porter). El musical només va rebre dues nominacions als premis Drama Desk, però només una victòria: Porter per a un Actor destacat en un musical. L'escriptor teatral del New York Times, Patrick Healy, no obstant això, va informar que alguns votants del Tony trobaven a Matilda «fosca» i «una mica freda", i van predir amb precisió que «mentre la intel·ligència de Matilda pot ser suficient per guanyar el millor llibret, la calor de Kinky Boots n'hi haurà prou per aconseguir el Tony més important per al millor musical."
Kinky Boots va rebre 13 nominacions als premi Tony. Matilda, que el The New York Times va descriure com el «èxit crític no aliat» de la temporada, va rebre 12 nominacions, 11 d'elles en les mateixes categories que Kinky Boots. A més del seu èxit de crítica, Matilda havia guanyat el Premi Drama Desk per un musical destacat i havia aconseguit un rècord en guanyar més premis Olivier de la història. No obstant això, Kinky Boots va guanyar sis Tonys, inclòs el de millor musical, que la premsa va descriure com a molest, i la victòria de Lauper a la millor banda sonora la va convertir en la primera dona a guanyar sola en aquesta categoria. L'equip creatiu és nord-americà i el crític David Cote, escriptor a The Guardian, va jutjar que la victòria del programa era un cas de “l'equilibri de l'amor que va a parar a un musical americà de casa, Kinky Boots, sobre la importació britànica Matilda." Les altres victòries de Tony van ser per al millor Actor (Porter), disseny de so (Shivers), coreografia (Mitchell) i orquestracions (Oremus). Fierstein, Sands, Ashford, Mitchell (com a director) i els altres tres dissenyadors van ser nominats però no van guanyar. Kinky Boots també va guanyar el premi Artios 2013 per un èxit destacat en el càsting a la categoria musical de Broadway.
La producció del West End va guanyar el Premi del Públic de l'Evening Standard Radio 2 al millor musical nou, basat en la votació del públic als Premis de teatre Evening Standard 2015. L'espectacle va obtenir set nominacions als premis Laurence Olivier 2016, només darrere del revival de Gypsy, que va obtenir vuit nominacions. Kinky Boots va guanyar tres premis Olivier: millor musical nou, millor actor de musical i millor vestuari, seguint només els quatre premis de Gypsy.

### Producció original de Broadway
| Any  | Premi                      | Categoria                                               | Nominat                           | Resultat  |
| ---- | -------------------------- | ------------------------------------------------------- | --------------------------------- | --------- |
| 2013 | Premi Drama League         | Producció distingida d'un musical                       | Producció distingida d'un musical | Guanyador |
| 2013 | Premi Drama League         | Actuació distingida                                     | Billy Porter                      | Nominat   |
| 2013 | Premi Drama League         | Actuació distingida                                     | Stark Sands                       | Nominat   |
| 2013 | Premi Outer Critics Circle | Musical de Broadway nou destacat                        | Musical de Broadway nou destacat  | Guanyador |
| 2013 | Premi Outer Critics Circle | Llibret d'un musical destacat (Broadway o Off-Broadway) | Harvey Fierstein                  | Nominat   |
| 2013 | Premi Outer Critics Circle | Banda sonora nova destacada (Broadway o Off-Broadway)   | Cyndi Lauper                      | Guanyador |
| 2013 | Premi Outer Critics Circle | Director d'un musical destacat                          | Jerry Mitchell                    | Nominat   |
| 2013 | Premi Outer Critics Circle | Coreògraf destacat                                      | Jerry Mitchell                    | Nominat   |
| 2013 | Premi Outer Critics Circle | Disseny de vestuari destacat (Obra o Musical)           | Gregg Barnes                      | Nominat   |
| 2013 | Premi Outer Critics Circle | Actor destacat a un musical                             | Billy Porter                      | Guanyador |
| 2013 | Premi Outer Critics Circle | Actor de repartiment destacat a un musical              | Daniel Stewart Sherman            | Nominat   |
| 2013 | Premi Outer Critics Circle | Actriu de repartiment destacada a un musical            | Annaleigh Ashford                 | Nominat   |
| 2013 | Premis Drama Desk          | Actor destacat a un musical                             | Billy Porter                      | Guanyador |
| 2013 | Premis Drama Desk          | Actriu de repartiment destacada a un musical            | Annaleigh Ashford                 | Nominat   |
| 2013 | Premis Tony                | Millor musical                                          | Millor musical                    | Guanyador |
| 2013 | Premis Tony                | Millor llibret                                          | Harvey Fierstein                  | Nominat   |
| 2013 | Premis Tony                | Millor banda sonora                                     | Cyndi Lauper                      | Guanyador |
| 2013 | Premis Tony                | Millor actor protagonista de musical                    | Billy Porter                      | Guanyador |
| 2013 | Premis Tony                | Millor actor protagonista de musical                    | Stark Sands                       | Nominat   |
| 2013 | Premis Tony                | Millor actriu de repartiment de musical                 | Annaleigh Ashford                 | Nominat   |
| 2013 | Premis Tony                | Millor escenografia a un musical                        | David Rockwell                    | Nominat   |
| 2013 | Premis Tony                | Millor disseny de vestuari d'un musical                 | Gregg Barnes                      | Nominat   |
| 2013 | Premis Tony                | Millor il·luminació                                     | Kenneth Posner                    | Nominat   |
| 2013 | Premis Tony                | Millor so                                               | John Shivers                      | Guanyador |
| 2013 | Premis Tony                | Millor direcció de musical                              | Jerry Mitchell                    | Nominat   |
| 2013 | Premis Tony                | Millor coreografia                                      | Jerry Mitchell                    | Guanyador |
| 2013 | Premis Tony                | Millors orquestracions                                  | Stephen Oremus                    | Guanyador |
| 2013 | Premi Artios               | Assoliment destacat en repartiment                      | Bernard Telsey & Justin Huff      | Guanyador |
| 2013 | Premis Astaire             | Coreògraf destacat a un espectacle de Broadway          | Jerry Mitchell                    | Nominat   |
| 2013 | Premis Astaire             | Ballarí destacat a un espectacle de Broadway            | Billy Porter                      | Nominat   |
| 2013 | Premis Astaire             | Ballarí destacat a un espectacle de Broadway            | Charlie Sutton                    | Nominat   |
| 2014 | Premi Grammy               | Millor àlbum de teatre musical                          | Millor àlbum de teatre musical    | Guanyador |

### Producció original del West End
| Any  | Premi                   | Categoria                                           | Nominat                        | Resultat  |
| ---- | ----------------------- | --------------------------------------------------- | ------------------------------ | --------- |
| 2015 | Premis Evening Standard | Millor musical                                      | Millor musical                 | Guanyador |
| 2015 | Premis Evening Standard | Millor actuació a un musical                        | Killian Donnelly               | Nominat   |
| 2017 | Premi Laurence Olivier  | Millor Musical Nou                                  | Millor Musical Nou             | Guanyador |
| 2017 | Premi Laurence Olivier  | Millor Actor de Musical                             | Killian Donnelly               | Nominat   |
| 2017 | Premi Laurence Olivier  | Millor Actor de Musical                             | Matt Henry                     | Guanyador |
| 2017 | Premi Laurence Olivier  | Millor Actriu en un Paper de Repartiment de Musical | Amy Lennox                     | Nominat   |
| 2017 | Premi Laurence Olivier  | Millor Coreògraf teatral                            | Jerry Mitchell                 | Nominat   |
| 2017 | Premi Laurence Olivier  | Millor Vestuari                                     | Gregg Barnes                   | Guanyador |
| 2017 | Premi Laurence Olivier  | Assoliment més destacat en música                   | Cyndi Lauper & Stephen Oremus  | Nominat   |
| 2017 | Premi Grammy            | Millor àlbum de teatre musical                      | Millor àlbum de teatre musical | Nominat   |

## Enregistraments
El 28 de maig de 2013 es va llançar l'àlbum de la versió de Broadway, produït per Lauper, Oremus i William Wittman. Va assolir el número 1 al llista Billboard d'àlbums de repartiment i el número cinquanta-un al Billboard 200, la posició més alta des de la publicació de The Book of Mormon dos anys abans. Abans de la prova de Chicago, «Sex Is in the Heel» és la primera cançó de Broadway que va assolir el top 10 de les llistes de clubs de Billboard en 25 anys. «Land of Lola» va ser llançat com a remix de ball per Wayne G. & LFB el juny de 2013. L'àlbum va rebre una crítica favorable a Playbill de Steven Suskin i va guanyar el premi Grammy al millor àlbum de teatre musical.
Una gravació de la versió del teatre Adelphi al West End londinenc es va publicar l'1 d'abril del 2016. Va ser nominat al premi Grammy 2017 al millor àlbum de teatre musical.

## Col·laboració
L'estiu del 2018 es va llançar una botiga emergent de marca conjunta Kinky Boots a Mellower Coffee, a Tongren Road, a Xangai. Mellower Coffee ha preparat especialment una beguda «Sparkle Dance» per a aquest esdeveniment.